# Aeroportul Humberside
Aeroportul Humberside (IATA: HUY, ICAO: EGNJ) este un aeroport din North Lincolnshire, Lincolnshire, East Midlands, Anglia, Regatul Unit ce deservește zona East Riding of Yorkshire. Aeroportul a fost tranzitat în 2022 de 92.280 de pasageri. A fost deschis în 1974.
Situat la o altitudine de 37 m, aeroportul dispune de 2 piste.

## Infrastructură

### Piste
Aeroportul dispune de 2 piste. Pista 02/20 are suprafața de asfalt și dimensiunile 2.196 m × 45 m. Pista 08/26 are suprafața de asfalt și dimensiunile 989 m × 18 m. 